# Слава (телесериал, 2014)
«Слава» (другое название  «Фетисов») — российский биографический спортивно-драматический телевизионный мини-сериал 2014 года, снятый режиссёром Антоном Азаровым, повествующий о советском и российском легендарном хоккеисте Вячеславе Фетисове, начиная с раннего детства и заканчивая закатом спортивной карьеры. Премьера показа состоялась 18 мая 2015 года на «Первом канале».

## Сюжет
Основан на биографии легендарного советского и российского хоккеиста, начиная с раннего детства и заканчивая закатом спортивной карьеры.

## В ролях
- Евгений Пронин — Вячеслав Фетисов
- Любава Грешнова — Лада Фетисова
- Валерий Баринов — Анатолий Тарасов
- Владимир Литвинов — Виктор Тихонов
- Юрий Чернов — «Дед» (Григорьич), тренер
- Юрий Горбач — Алексей Касатонов
- Михаил Гаврилов-Третьяков — Владимир Константинов
- Сергей Потапов — Игорь Ларионов
- Артём Черненко — Сергей Макаров
- Антон Хабаров — Валерий Харламов
- Михаил Шамигулов — Владислав Третьяк
- Максим Косолапов — Анатолий Фетисов
- Людмила Нильская — Наталья Николаевна, мать Вячеслава Фетисова
- Александр Тараньжин — Александр Максимович, отец Вячеслава Фетисова
- Сергей Сотников — папа Славы в 1966 году
- Виктория Романенко — мама Славы в 1966 году
- Виталий Бредихин (Герасимов) — Славик Фетисов в детстве
- Андрей Попович — Толик Фетисов в детстве
- Родион Ганин — Вова Константинов в детстве
- Данила Шевченко — Павлик, болельщик
- Максим Важов — Володя, болельщик, друг Павлика
- Кристина Бродская — Вика, девушка Павлика
- Ярослав Киселёв — Славка, сын Павлика и Вики
- Александр Ершов — Лу Ламорелло, менеджер клуба «Нью-Джерси Девилз»
- Николай Пивненко — Скотти Боумен, канадский тренер клуба «Детройт Ред Уингз»
- Армен Арушанян — Сергей Мнацаканов, массажист клуба «Детройт Ред Уингз»
- Олег Масленников-Войтов — Галаев, ответственный работник «Совинтерспорта»
- Сергей Тезов — генерал-лейтенант, чиновник, курирующий спорт в Минобороны
- Василий Седых — ответственный чиновник
- Кира Шторм — Элен
- Ирина Ильинская — ночная медсестра
- Александра Солянкина — Ирина, модель, подруга Лады
- Маша Малинина — Настя, дочь Вячеслава Фетисова (нет в титрах)

## Съёмочная группа
- Режиссёр-постановщик: Антон Азаров
- Продюсер: Алексей Пиманов
- Авторы сценария: Андрей Житков, Алексей Пиманов
- Оператор-постановщик: Илья Бойко
- Композитор: Олег Воляндо
- Художник-постановщик: Сергей Шаламов